# معاهدة تويسينا

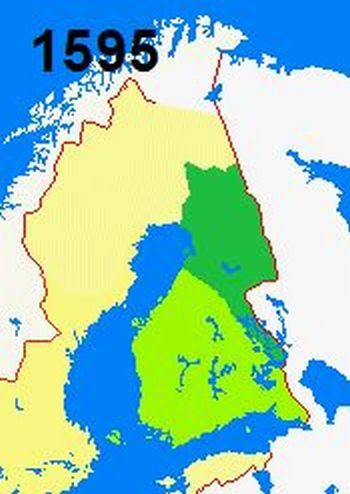

معاهدة تويسينا، اتفاقية أبرمها ممثلون روس عن البويار بوشكين أفاناسي (من أسلاف الشاعر ألكسندر بوشكين) مع سفراء لملك السويد في قرية تويسينا في دوقية إنغريا في 18 مايو 1595 لتنهي الحرب الروسية السويدية (1590-1595). عدلت المعاهدة من بنود هدنة بلوسا والتي كانت أقل موائمة بكثير لروسيا. تحصلت روسيا القيصرية على أغلب إنغريا مع مدن آيفانغورود وياما وكوبوري وكوكسهولم. في الواقع، أعادت المعاهدة الحدود إلى ما كانت عليه قبل الحرب الليفونية. رُسمت الحدود السويدية الروسية من نهر سسترا في خليج فنلندا عبر بحيرتي سايما وإيناري وناتامو على شبه جزيرة كولا حتى بحر بارنتس.
استعادت السويد السيطرة على إنغريا بعد ذاك بموجب معاهدة سبولتوف سنة 1617 في أعقاب الحرب الإنغرية.